# Dorte Caswell
Dorte Caswell (født 4. august 1972) er professor ved Institut for Sociologi og Socialt Arbejde, Aalborg Universitet. Hendes forskningsområde er socialt arbejde på beskæftigelsesområdet, street-level bureaucracy (en) sociologisk samtaleanalyse. 

## Uddannelse og karriere
Dorte Caswell har en cand.mag. i historie og socialvidenskab (2000) og en Ph.d. i socialvidenskab (2005) fra Roskilde Universitet.  Hun startede sin forskningskarriere i sektorforskningen i AKF (først Amternes og Kommunernes Forskningsinstitut, dernæst Anvendt Kommunal Forskning – der senere blev fusioneret til det nuværende VIVE). Hun blev ansat ved Aalborg Universitet i 2012, hvor hun blev professor i 2020. Siden 2013 har hun været forskningsgruppeleder og afdelingsleder ved Institut for Sociologi og Socialt Arbejde. Dorte Caswell leder sammen med professor Flemming Larsen, Center for Udvikling af Borgerinddragende Beskæftigelsesindsatser (CUBB). 
I 2020 vandt Dorte Caswell Best paper of the year 2020 in European Policy Analysis. 

## Publikationer
Bøger
- Dorte Caswell & Ida Schultz (senere Willig) (2001) Folket på gaden. Om posefolket og gadepraktikken. Gyldendal Uddannelse
- Leena Eskelinen, Søren Peter Olesen & Dorte Caswell (2008) Potentialer i socialt arbejde. Et konstruktivt blik på faglig praksis. Hans Reitzels Forlag.
- Rik van Berkel, Dorte Caswell, Peter Kupka & Flemming Larsen (red.) (2017). Frontline Delivery of Welfare-to-Work Policies in Europe: Activating the Unemployed. Routledge.
- Dorte Caswell & Flemming Larsen (red.) (2021) Borgerinddragelse i beskæftigelsespolitikken. Djøf Forlag.

Andre udvalgte publikationer
- Det beskæftigelsespolitiske felt med særlig fokus på frontlinjemedarbejderens møde med de udsatte arbejdsløse beskæftigelsespolitik. Caswell, Dorte, Jørgen Elm Larsen & Greg Marston (2010) Unemployed citizen or 'at risk' client? Classification systems and employment services in Denmark and Australia. Critical Social Policy, 30(3), 384-404 (Level 2)
- van Berkel, Rik, Dorte Caswell, Peter Kupka & Flemming Larsen (eds.) (2017) Frontline Delivery of Welfare-to-Work Policies in Europe - Activating the Unemployed. Routledge (chapter 1, 10 and 11).
- Caswell, Dorte & Høybye-Mortensen, Matilde (2015) Responses from the Frontline: How Organisations and Street-level Bureaucrats Deal with Economic Sanctions. European Journal of Social Security, 17 (1), 489-503. (Level 2)
- Danneris, Sophie & Dorte Caswell (2019) Exploring the Ingredients of Success: Studying Trajectories of the Vulnerable Unemployed who Have Entered Work or Education in Denmark. Social Policy and Society, 18(4), 615-629. (Level 1)
- Om institutionel interaktion og samtaleanalyse som ressourcer til at forstå og udvikle professionel praksis i socialt arbejde. Caswell, Dorte (2019) Talking Policy into Being – How Street-level Bureaucrats and Vulnerable Unemployed Talk about Labour Market Participation. European Policy Analysis. (Online ahead of print) (Level 1)
- Matarese, Maureen & Dorte Caswell (2017) I'm gonna ask you about yourself so I can put it on paper: Analysing Street Level Bureaucracy Through Form -Related Talk In Social Work. British Journal of Social Work, 48(3), 714–733. (Level 2)
- Dall, Tanja & Dorte Caswell (2017) Expanding or Postponing: Patterns of Negotiation in Multi-Party Interactions in Social Work. Discourse & Communication, 11(5), 483-497. (Level 2)
- Caswell, Dorte & Tanja Dall (2018) Sociologisk samtaleanalyse som potentiale for fællesfaglig refleksion: En model til forskningsunderstøttet udvikling af praksis på beskæftigelsesområdet. Uden for Nummer, 19(37), 4-15. (Level 1).
- Om den rolle dialogisk vidensproduktion og vidensmobilisering kan spille ift. at gøre forskningsbaseret viden relevant for udviklingen af den danske velfærdsstat. Caswell, Dorte (2018). Praksislogikker- et kompas for handling. I L. Kongsgaard, & M. Hulvej Rod (red.), Bedre begrundet praksis: velfærdsudvikling efter evidensbølgen (s. 161-180). Samfundslitteratur.
- Andersen, Niklas, Dorte Caswell & Flemming Larsen (2017). A New Approach to Helping the Hard to Place Unemployed: The Promise of Developing New Knowledge in an Interactive and Collaborative Process. European Journal of Social Security, 19(4), 335-352. (Level 2).